# Нова Весь (Прушковський повіт)
Нова Весь (пол. Nowa Wieś) — село в Польщі, у гміні Міхаловіце Прушковського повіту Мазовецького воєводства.
Населення — 2114 осіб (2011).
У 1975-1998 роках село належало до Варшавського воєводства.

## Демографія
Демографічна структура станом на 31 березня 2011 року:
|          | Загалом | Допрацездатний вік | Працездатний вік | Постпрацездатний вік |
| -------- | ------- | ------------------ | ---------------- | -------------------- |
| Чоловіки | 1042    | 252                | 698              | 92                   |
| Жінки    | 1072    | 216                | 649              | 207                  |
| Разом    | 2114    | 468                | 1347             | 299                  |